# هرموج
هُرموج روستایی است در بخش کردیان شهرستان جهرم. مردم این روستا به زبان فارسی صحبت می‌کنند. این روستا سومین روستای پرجمعیت بخش کردیان است.

## جمعیت
این روستا در دهستان علویه قرار دارد و براساس سرشماری مرکز آمار ایران در سال ۱۳۹۵، جمعیت آن ۶۶۸ نفر (۲۱۴ خانوار) بوده‌است.